# سیارک ۱۶۱۱۹
سیارک ۱۶۱۱۹ (به انگلیسی: 16119 Bronner، نامگذاری:1999XS60) شانزده هزار و صد و نوزدهمین سیارک کشف شده‌است که در ۷ دسامبر ۱۹۹۹ کشف شد.
قدر مطلق سیارک برابر ۱۴.۸ است.